# 단 (단계)
단 (段) (段) 순위 시스템은 많은 일본, 오키나와, 한국 및 기타 무술 조직에서 주어진 시스템 내에서 개인의 능력 수준을 나타내기 위해 사용된다. 특정 영역의 기술 수준을 정량화하기 위한 순위 시스템으로 사용되며 원래는 에도 시대에 바둑에서 사용되었다. 현재 대부분의 현대 일본 미술 및 무술에서도 사용된다.
무술가 다카오 나카야는 이 단 체계가 1883년 유도의 창시자인 가노 지고로 (1860–1938)에 의해 일본의 무술에 적용되었고 나중에 다른 동아시아 국가에 도입되었다고 주장했다.

## 같이 보기
- 겐도
- 공수도
- 규도
- 태권도
- 아이키도